# Iikka Martas
Iikka Martas (né  Igor Drbohlav le 19 décembre 1909 à  Tiflis et mort le 24 janvier 1965 à Helsinki) est un architecte finlandais.

## Biographie
Son père est le violoncelliste d'origine tchèque Boris Drbohlav (1884–1938) et sa mère est Elli Tyyne Raitio (1883–1927), est la sœur du compositeur Väinö Raitio. 
La ferme familiale du père s'appelle Martas, qu'il prendra comme nom de famille. 
Il reçoit son diplôme d'architecte en 1938 et fonde avec Jussi Lappi-Seppälä de la  cabinet d'architectes Lappi-Seppälä & Martas Oy:n.
Ils collaborent jusqu'en 1953, quand Jussi Lappi-Seppälä est nommé directeur général de la Direction des bâtiments de Finlande.
Iikka Martas reprend seul le cabinet.
Iikka Martas fera des voyages d'étude en Suède, en France et en Italie qui l'influenceront dans son travail.
Il meurt subitement à 53 ans et est enterré au Cimetière d'Honkanummi.

## Ouvrages
- Résidences à Kruununhaka, Kamppi, Punavuori et à Taka-Töölö, 1938–1964
- Maisons de Riihiketo à Pori
- Maison communale de Kittilä, 1948
- Mairie d'Harjavalta, 1952
- Maisons des mineurs d'Otanmäki, 1952–1956
- Immeuble de la banque Säästöpanki à Vihti, 1958
- Salle des Gardes (fi) à Kaartinkaupunki, 1960
- Église d'Hautajärvi, Salla, 1963
- Église de Kursu, Salla, 1964
- Maison paroissiale d'Harjavalta, 1965

## Galerie

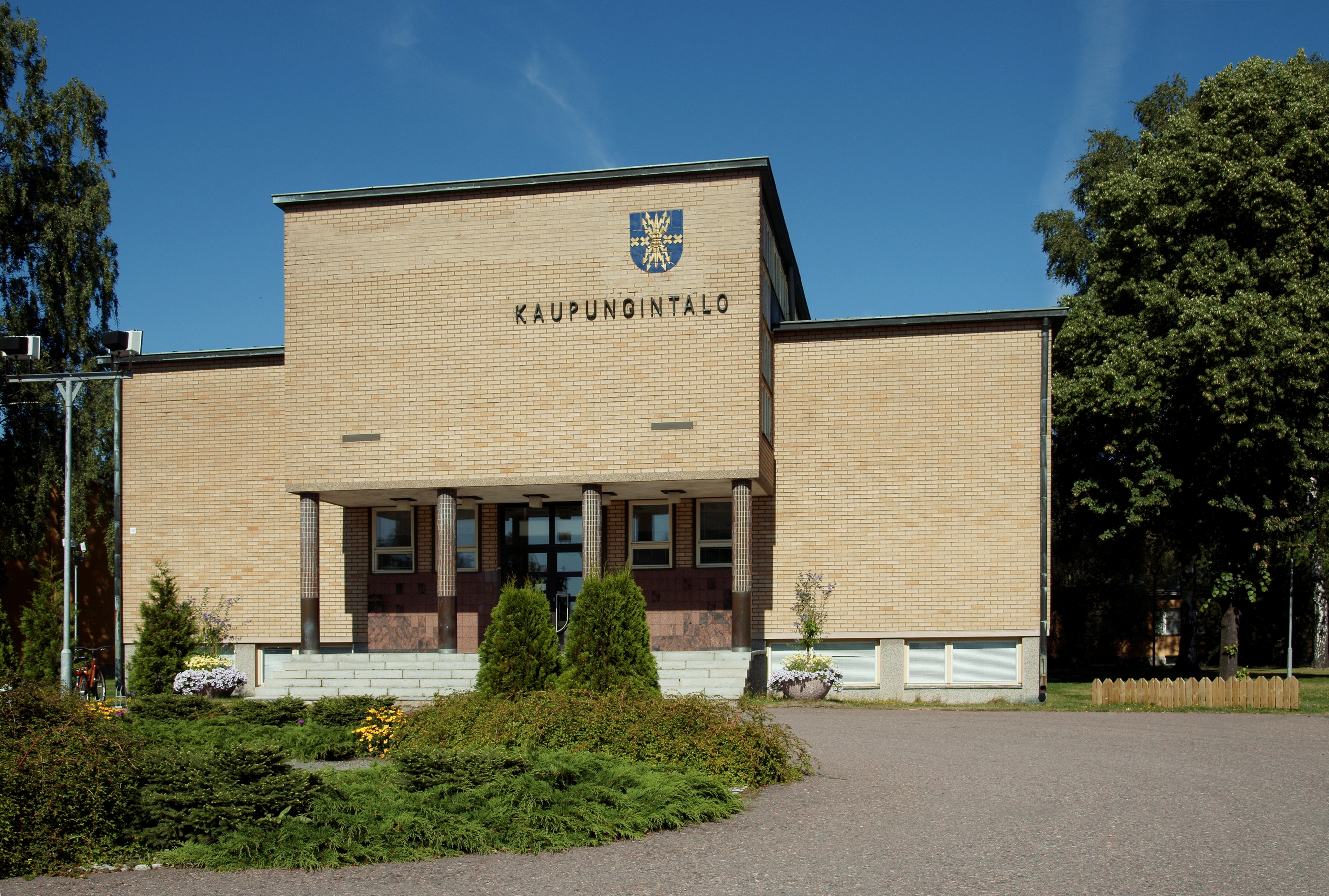
Mairie d'Harjavalta.
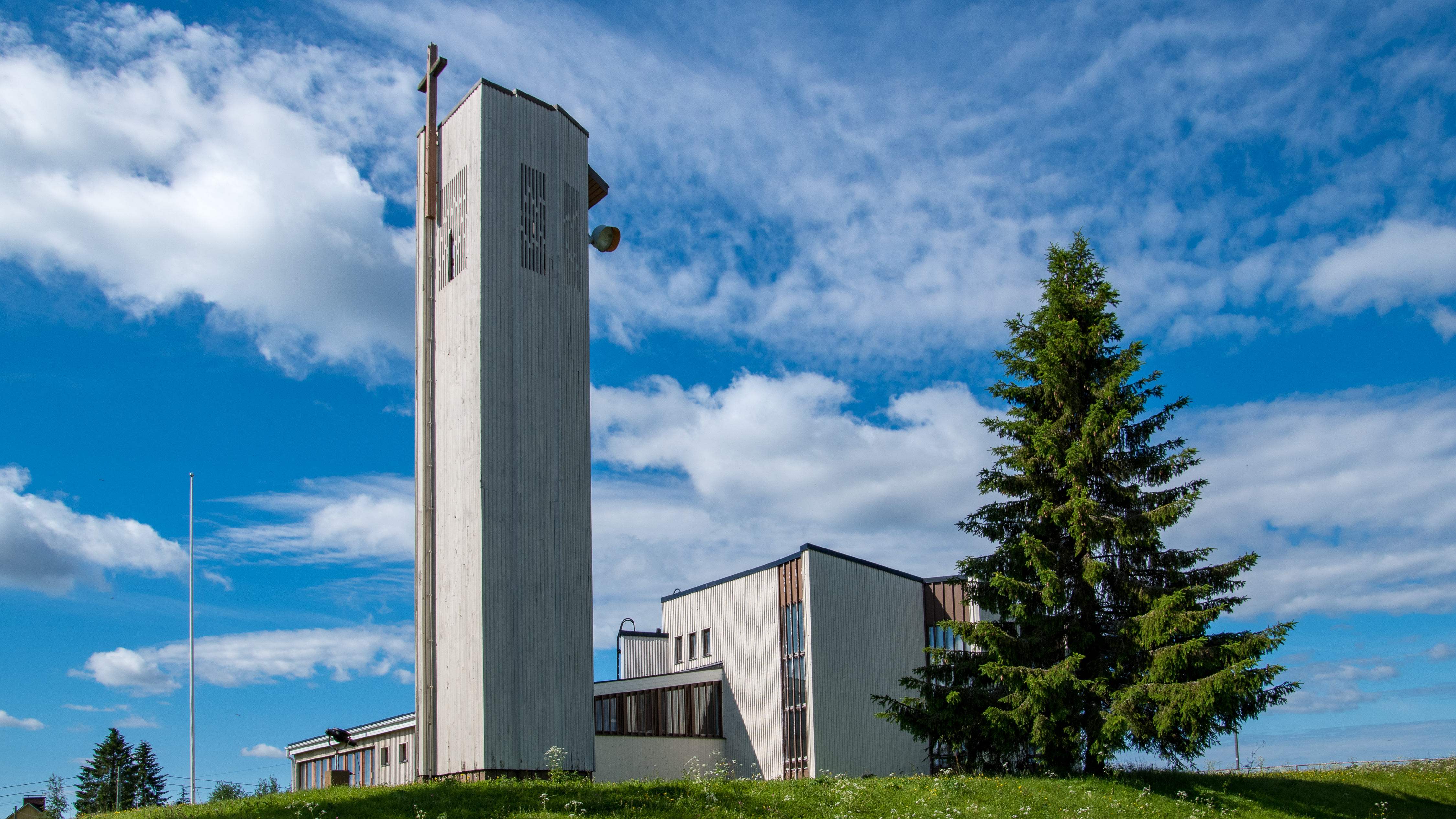
Église d'Hautajärvi.
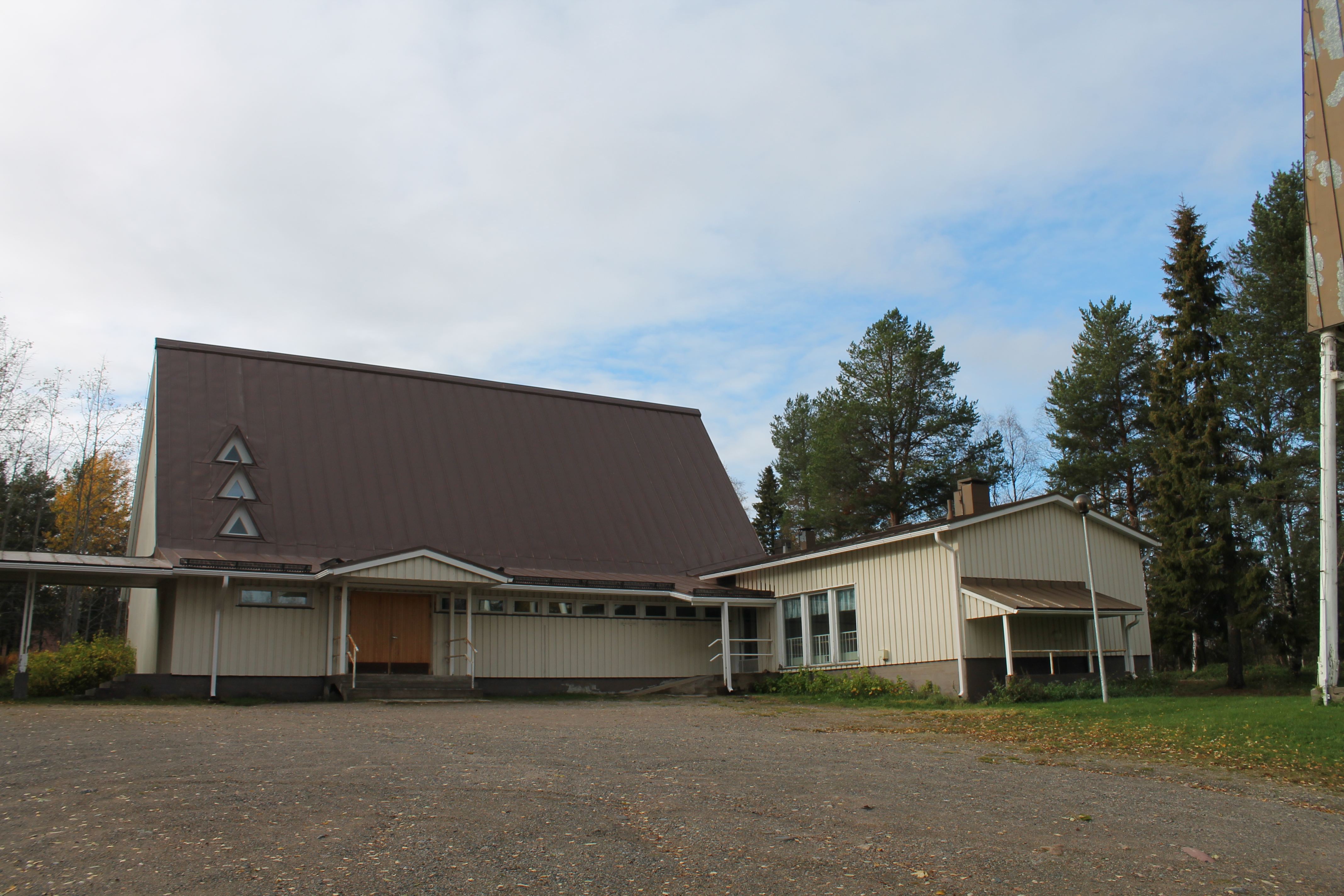
Église de Kursu.